# 藏扇穗茅
藏扇穗茅（学名：Littledalea tibetica）为禾本科扇穗茅属下的一个种。

## 扩展阅读
- 維基物種上的相關：藏扇穗茅